# Naper (Nebraska)
Naper es una villa ubicada en el condado de Boyd en el estado estadounidense de Nebraska. En el Censo de 2010 tenía una población de 84 habitantes y una densidad poblacional de 240,24 personas por km².

## Geografía
Naper se encuentra ubicada en las coordenadas 42°57′51″N 99°5′49″O / 42.96417, -99.09694. Según la Oficina del Censo de los Estados Unidos, Naper tiene una superficie total de 0.35 km², de la cual 0.35 km² corresponden a tierra firme y (0%) 0 km² es agua.

## Demografía
Según el censo de 2010, había 84 personas residiendo en Naper. La densidad de población era de 240,24 hab./km². De los 84 habitantes, Naper estaba compuesto por el 94.05% blancos, el 0% eran afroamericanos, el 1.19% eran amerindios, el 1.19% eran asiáticos, el 0% eran isleños del Pacífico, el 3.57% eran de otras razas y el 0% pertenecían a dos o más razas. Del total de la población el 3.57% eran hispanos o latinos de cualquier raza.